# Djurgårdens IF herrfotboll 1996
Djurgårdens IF Fotboll, säsongen 1996. Deltog i följande mästerskap: Allsvenskan, Svenska cupen och Intertotocupen.
Djurgården kom på plats 13 av 14 i Allsvenskan vilket betydde att laget flyttades ner till Division 1 Norra.

## Ledning
- Ordförande:  Mats Olsson
- Vice ordförande:  Pär Eriksson
- Huvudtränare:  Anders Grönhagen
- Assisterande tränare:  Kjell Sillén
- Lagledare:  Glenn Schiller
- Massör:  Christian Schumacher
- Materialförvaltare:  Kjell Lundqvist

## Truppen

### A-laget
| Nr | Nat                                             | Spelare           | Position    | Född       | Längd  | Vikt  | I DIF sedan          | Kom från                | Moderklubb         | Seriematcher | Seriemål |
| -- | ----------------------------------------------- | ----------------- | ----------- | ---------- | ------ | ----- | -------------------- | ----------------------- | ------------------ | ------------ | -------- |
| 1  | Sverige                                         | Magnus Lindblad   | Målvakt     | 1972-09-12 | 189 cm | 86 kg | 1996                 | Älvsjö AIK              | IK Frej            | 3            | 0        |
| 15 | Norge                                           | Thor-André Olsen  | Målvakt     | 1964-04-28 | 189 cm | 84 kg | 1994                 | SK Brann                | Mo IL              | 74           | 0        |
| 2  | Sverige                                         | Carlos Banda      | Back        | 1977-08-23 | 180 cm | 75 kg | 1996                 | Djurgårdens IF Juniorer | IFK Österåker      | 3            | 0        |
| 4  | Sverige                                         | Kenneth Bergqvist | Back        | 1968-09-02 | 191 cm | 84 kg | 1993 (och 1988-1990) | Spånga IS               | Djurgårdens IF     | 95           | 5        |
| 5  | Sverige                                         | Johan Andersson   | Back        | 1974-10-30 | 188 cm | 80 kg | 1993                 | Gröndals IK             | Djurgårdens IF     | 86           | 7        |
| 14 | Sverige                                         | Peter Langemar    | Back        | 1974-02-04 | 189 cm | 84 kg | 1993                 | Djurgårdens IF Juniorer | IFK Österåker      | 44           | 7        |
| 16 | Sverige                                         | Stefan Alvén      | Back        | 1968-12-12 | 181 cm | 79 kg | 1995                 | Malmö FF                | Asmundtorps IF     | 48           | 1        |
| 19 | Sverige                                         | Kleber Saarenpää  | Back        | 1975-12-14 | 178 cm | 78 kg | 1995                 | IK Sirus                | Uppsala-Näs IK     | 33           | 1        |
| 24 | Sverige                                         | Andreas Öhman     | Back        | 1976-03-26 | Okänt  | Okänt | 1996                 | Djurgårdens IF Juniorer | Djurgårdens IF     | 0            | 0        |
| 3  | Sverige                                         | Kaj Eskelinen     | Mittfältare | 1969-02-21 | 180 cm | 79 kg | 1994                 | SK Brann                | Västra Frölunda IF | 68           | 21       |
| 6  | Sverige                                         | Jesper Jansson    | Mittfältare | 1971-01-08 | 187 cm | 84 kg | 1996                 | AIK FF                  | Braås GoIF         | 24           | 1        |
| 7  | Sverige                                         | Fred Persson      | Mittfältare | 1973-08-22 | 175 cm | 70 kg | 1992                 | Bro IK                  | Bro IK             | 97           | 3        |
| 8  | Sverige                                         | Zoran Stojcevski  | Mittfältare | 1971-03-04 | 188 cm | 85 kg | 1994                 | IFK Göteborg            | IFK Göteborg       | 47           | 12       |
| 12 | Sverige                                         | Markus Karlsson   | Mittfältare | 1972-08-30 | 185 cm | 78 kg | 1996                 | BKV Norrtälje           | Rimbo IF           | 20           | 0        |
| 17 | Sverige                                         | Magnus Pehrsson   | Mittfältare | 1976-05-25 | 190 cm | 87 kg | 1994                 | IF Brommapojkarna       | IFK Lidingö        | 61           | 3        |
| 18 | Sverige                                         | Martin Åslund     | Mittfältare | 1976-11-10 | 180 cm | 84 kg | 1994                 | Djurgårdens IF Juniorer | Enebybergs IF      | 26           | 1        |
| 20 | Sverige                                         | Anders Bengtsson  | Mittfältare | 1969-10-03 | 180 cm | 72 kg | 1996                 | Nacka FF                | Nacka FF           | 1            | 0        |
| 23 | Sverige                                         | Tony Löfholm      | Mittfältare | 1976-12-07 | Okänt  | Okänt | 1996                 | Djurgårdens IF Juniorer | Norsborgs IF       | 0            | 0        |
| 25 | Sverige                                         | Sharbel Touma     | Mittfältare | 1979-03-25 | 176 cm | 65 kg | 1994                 | Syrianska FC            | Motala AIF         | 0            | 0        |
| 9  | Sverige                                         | Fredrik Dahlström | Anfallare   | 1971-11-01 | 182 cm | 79 kg | 1996                 | Malmö FF                | Höllvikens GIF     | 19           | 5        |
| 10 | Socialistiska federativa republiken Jugoslavien | Nebojsa Novakovic | Anfallare   | 1964-10-29 | 177 cm | 68 kg | 1993                 | Vasalunds IF            | FK Famos Sarajevo  | 94           | 46       |
| 11 | Sverige                                         | Bosse Andersson   | Anfallare   | 1968-08-26 | 181 cm | 81 kg | 1994                 | Vasalunds IF            | Rö IK              | 67           | 39       |
| 13 | Sverige                                         | Christian Gröning | Anfallare   | 1978-08-14 | 189 cm | 80 kg | 1996                 | Djurgårdens IF Juniorer | Djurgårdens IF     | 1            | 0        |
| 21 | Sverige                                         | Lucas Nilsson     | Anfallare   | 1973-07-16 | 173 cm | 73 kg | 1996                 | Gnesta FF               | Björnlunda IF      | 1            | 0        |
| 22 | Sverige                                         | Mustafa Demirtas  | Anfallare   | 1976-10-13 | Okänt  | Okänt | 1996                 | Djurgårdens IF Juniorer | Djurgårdens IF     | 0            | 0        |

- = kom under säsong

Källa: dif.se och denna sammanställning

## Statistik

### AvserAllsvenskan
| Spelare           | Matcher | Mål | Assist | Poäng | Varningar | Utvisningar |
| ----------------- | ------- | --- | ------ | ----- | --------- | ----------- |
| Zoran Stojcevski  | 22      | 5   | 3      | 8     | 2         | 0           |
| Kaj Eskelinen     | 24      | 4   | 3      | 7     | 2         | 0           |
| Nebojsa Novakovic | 21      | 2   | 5      | 7     | 3         | 0           |
| Fredrik Dahlström | 19      | 5   | 1      | 6     | 1         | 0           |
| Bosse Andersson   | 19      | 4   | 1      | 5     | 2         | 0           |
| Fred Persson      | 22      | 0   | 3      | 3     | 3         | 1           |
| Peter Langemar    | 15      | 2   | 0      | 2     | 4         | 0           |
| Johan Andersson   | 22      | 1   | 1      | 2     | 5         | 1           |
| Stefan Alvén      | 25      | 1   | 1      | 2     | 2         | 0           |
| Markus Karlsson   | 20      | 0   | 2      | 2     | 4         | 0           |
| Kenneth Bergqvist | 18      | 1   | 0      | 1     | 3         | 0           |
| Martin Åslund     | 18      | 1   | 0      | 1     | 1         | 0           |
| Magnus Pehrsson   | 23      | 1   | 0      | 1     | 0         | 0           |
| Jesper Jansson    | 24      | 1   | 0      | 1     | 4         | 0           |
| Thor-André Olsen  | 23      | 0   | 0      | 0     | 1         | 0           |
| Kleber Saarenpää  | 19      | 0   | 0      | 0     | 4         | 1           |
| Carlos Banda      | 3       | 0   | 0      | 0     | 0         | 0           |
| Magnus Lindblad   | 3       | 0   | 0      | 0     | 0         | 0           |
| Lucas Nilsson     | 1       | 0   | 0      | 0     | 0         | 0           |
| Christian Gröning | 1       | 0   | 0      | 0     | 0         | 0           |
| Anders Bengtsson  | 1       | 0   | 0      | 0     | 0         | 0           |

### AvserIntertotocupen
| Spelare           | Matcher | Mål | Varningar |
| ----------------- | ------- | --- | --------- |
| Fredrik Dahlström | 4       | 5   | 0         |
| Kaj Eskelinen     | 4       | 5   | 0         |
| Bosse Andersson   | 2       | 2   | 2         |
| Zoran Stojcevski  | 4       | 1   | 1         |
| Carlos Banda      | 2       | 1   | 0         |
| Självmål          |         | 1   |           |
| Magnus Pehrsson   | 4       | 0   | 0         |
| Kleber Saarenpää  | 4       | 0   | 0         |
| Stefan Alvén      | 4       | 0   | 1         |
| Kenneth Bergqvist | 3       | 0   | 0         |
| Nebojsa Novakovic | 3       | 0   | 1         |
| Johan Andersson   | 3       | 0   | 1         |
| Martin Åslund     | 3       | 0   | 0         |
| Markus Karlsson   | 2       | 0   | 1         |
| Fred Persson      | 2       | 0   | 1         |
| Peter Langemar    | 2       | 0   | 0         |
| Thor-André Olsen  | 2       | 0   | 0         |
| Magnus Lindblad   | 2       | 0   | 0         |
| Anders Bengtsson  | 2       | 0   | 0         |
| Jesper Jansson    | 2       | 0   | 0         |
| Christian Gröning | 1       | 0   | 0         |
| Tony Löfholm      | 1       | 0   | 0         |

### AvserSvenska cupen 1995/1996

#### Mål
1. Bosse Andersson, 4
2. Kaj Eskelinen, 2
3. Tony Löfholm, 1
4. Kenneth Bergqvist, 1
5. Thor-André Olsen (straff), 1
6. Självmål, 1

### AvserSvenska cupen 1996/1997

#### Mål
1. Christian Gröning, 5
2. Kaj Eskelinen, 5
3. Markus Karlsson, 2
4. Peter Langemar, 1
5. Zoran Stojcevski, 1
6. Jesper Jansson, 1
7. Martin Åslund, 1
8. Magnus Pehrsson, 1

### Avser träningsmatcher

#### Mål
1. Kaj Eskelinen, 5
2. Fredrik Dahlström, 5
3. Nebojsa Novakovic, 3
4. Zoran Stojcevski, 2
5. Magnus Pehrsson, 1
6. Kenneth Bergqvist, 1

## Allsvenskan
| Omgång | Datum        | Motståndare     | H/B | Resultat | Målskyttar                                                                                     | Varningar                                   | Domare                        | Publik | Arena              | Position |
| ------ | ------------ | --------------- | --- | -------- | ---------------------------------------------------------------------------------------------- | ------------------------------------------- | ----------------------------- | ------ | ------------------ | -------- |
| 1      | 21 april     | Halmstads BK    | B   | 0–1      |                                                                                                | Bergqvist, J. Andersson, Jansson, Saarenpää | Martin Ingvarsson, Hässleholm | 6 476  | Örjans Vall        | 12       |
| 2      | 29 april     | IFK Norrköping  | H   | 1–1      | B. Andersson 45' (Persson)                                                                     | J. Andersson, Jansson                       | Morgan Norman, Sundsvall      | 4 428  | Stockholms Stadion | 10       |
| 3      | 2 maj        | Örgryte IS      | B   | 0–3      |                                                                                                | Bergqvist, J. Andersson                     | Karl-Erik Nilsson, Emmaboda   | 1 439  | Gamla Ullevi       | 12       |
| 4      | 5 maj        | Helsingborgs IF | B   | 1–2      | Eskelinen 33' (Persson)                                                                        | B. Andersson, Saarenpää (rött kort)         | Tony Rydén, Karlskrona        | 10 278 | Olympia            | 13       |
| 5      | 13 maj       | IK Oddevold     | H   | 2–1      | Berqvist 4' (Novakovic), B. Andersson 22' (Novakovic)                                          | Novakovic                                   | Leif Sundell, Borlänge        | 3 520  | Stockholms Stadion | 9        |
| 6      | 19 maj       | Degerfors IF    | B   | 2–0      | Novakovic 39', Stojcevski 65' (J. Andersson)                                                   | Langemar                                    | Anders Frisk, Mölndal         | 4 039  | Stora Valla        | 6        |
| 7      | 27 maj       | Trelleborgs FF  | H   | 1–0      | Alvén 62' (Stojcevski)                                                                         | Langemar                                    | Thomas Axelsson, Umeå         | 3 948  | Stockholms Stadion | 7        |
| 8      | 5 juni       | AIK             | B   | 0–1      |                                                                                                | Alvén, Bergqvist                            | Morgan Norman, Sundsvall      | 15 731 | Råsunda            | 7        |
| 9      | 10 juni      | IFK Göteborg    | H   | 0–1      |                                                                                                | B. Andersson                                | Lennart Elofson, Halmstad     | 6 034  | Stockholms Stadion | 9        |
| 10     | 16 juni      | Östers IF       | B   | 0–2      |                                                                                                | Saarenpää                                   | Andreas Kovacs, Bjuv          | 2 204  | Värendsvallen      | 10       |
| 11     | 19 juni      | Örebro SK       | H   | 2–1      | J. Andersson 62', (Novakovic) Eskelinen 73'                                                    | Eskelinen                                   | Per-Olof Ståhl, Norrköping    | 1 959  | Stockholms Stadion | 8        |
| 12     | 26 juni      | Umeå FC         | H   | 2–2      | Dahlström (2) 78' (Stojcevski), 80'                                                            | J. Andersson                                | Martin Ingvarsson, Hässleholm | 2 306  | Stockholms Stadion | 8        |
| 13     | 3 juli       | Malmö FF        | H   | 0–1      |                                                                                                | J. Andersson (utvisning)                    | Karl-Erik Nilsson, Emmaboda   | 3 721  | Stockholms Stadion | 10       |
| 14     | 1 augusti    | Malmö FF        | B   | 0–2      |                                                                                                | Eskelinen, Stojcevski                       | Anders Frisk, Mölndal         | 2 483  | Malmö Stadion      | 11       |
| 15     | 11 augusti   | Örebro SK       | B   | 0–3      |                                                                                                | Stojcevski                                  | Tony Rydén, Karlskrona        | 5 789  | Eyravallen         | 12       |
| 16     | 19 augusti   | Örgryte IS      | H   | 4–0      | Eskelinen (2),19' (straff), 31' (straff), Stojcevski 13' (Karlsson), Pehrsson 61' (Stojcevski) | Novakovic, Persson                          | Johnny Lundbäck, Karlstad     | 3 548  | Stockholms Stadion | 11       |
| 17     | 26 augusti   | IFK Göteborg    | B   | 0–3      |                                                                                                | Karlsson, Langemar                          | Morgan Norman, Sundsvall      | 6 122  | Gamla Ullevi       | 12       |
| 18     | 9 september  | IFK Norrköping  | B   | 1–2      | Langemar 8' (Persson)                                                                          | Jansson, Persson                            | Andreas Kovacs, Bjuv          | 3 381  | Idrottsparken      | 12       |
| 19     | 15 september | Halmstads BK    | H   | 1–1      | Novakovic 6' (Eskelinen)                                                                       | Åslund                                      | Jan Andersson, Hallsberg      | 0*     | Stockholms Stadion | 13       |
| 20     | 18 september | AIK             | H   | 0–2      |                                                                                                | Persson, Saarenpää                          | Morgan Norman, Sundsvall      | 11 020 | Råsunda            | 14       |
| 21     | 22 september | Trelleborgs FF  | B   | 1–3      | Stojcevski 76'                                                                                 | J. Andersson, Karlsson, Langemar            | Leif Sundell, Borlänge        | 1 802  | Vångavallen        | 14       |
| 22     | 30 september | Degerfors IF    | H   | 3–2      | Jansson 29' (Novakovic), Dahlström 63', Stojcevski 79' (Dahlström)                             | Olsén, Alvén, Karlsson, Dahlström           | Torsten Helgemo, Mora         | 2 055  | Stockholms Stadion | 13       |
| 23     | 3 oktober    | IK Oddevold     | B   | 2–1      | B. Andersson 22' (Eskelinen), Stojcevski 73'                                                   | Saarenpää                                   | Martin Ingvarsson, Hässleholm | 2 681  | Rimnersvallen      | 12       |
| 24     | 12 oktober   | Helsingborgs IF | H   | 3–1      | Åslund 6' (Karlsson), Langemar 21' (Novakovic), B. Andersson 34' (Alvén)                       | Karlsson                                    | Per-Olof Ståhl, Norrköping    | 3 874  | Stockholms Stadion | 11       |
| 25     | 21 oktober   | Umeå FC         | B   | 0–4      |                                                                                                | Jansson, Novakovic                          | Christer Fällström, Härnösand | 7 263  | Gammliavallen      | 12       |
| 26     | 26 oktober   | Östers IF       | H   | 2–3      | Dahlström (2) 5' (Eskelinen), 78' (B. Andersson)                                               | Persson (rött kort)                         | Morgan Norman, Sundsvall      | 4 263  | Stockholms Stadion | 13       |

Hemmamatchen mot Halmstads BK den 15 september 1996 på Stockholms Stadion spelades utan publik efter publikbråk på bortamatchen på Gamla Ullevi mot IFK Göteborg den 26 augusti 1996.

## Skandiacupen (Svenska cupen) 1995/1996
Svenska cupen 1995/1996 avgjordes med 4 omgångar följt av kvartsfinal, semifinal och final. Den tredje omgången var ett gruppspel med fyra lag i varje grupp där gruppsegraren gick vidare till den fjärde omgången.
| Omgång    | Datum             | Motståndare       | H/B | Resultat | Målskyttar                                   | Publik | Arena          |
| --------- | ----------------- | ----------------- | --- | -------- | -------------------------------------------- | ------ | -------------- |
| Omgång 1  | 16 augusti 1995   | Sandvikens IF     | B   | 3–1      | B. Andersson (3) 14', 70' 85'                | 1 893  | Jernvallen     |
| Omgång 2  | 14 september 1995 | Tyresö FF         | B   | 2–0      | B. Andersson 60', Eskelinen 80'              | Okänt  | Bollmoravallen |
| Gruppspel | 3 februari 1996   | Spånga IS         | B   | 1–0      | Eskelinen 62' (straff)                       | Okänt  | Stadshagen     |
| Gruppspel | 24 februari 1996  | IF Brommapojkarna | H   | 0–2      |                                              | Okänt  | Stadshagen     |
| Gruppspel | 6 mars 1996       | Forssa BK         | H   | 4–0      | Löfholm, Självmål, Bergqvist, Olsen (straff) | Okänt  | Stadshagen     |

| Pos | Lag               | M | V | O | F | Mål | +/- | P |
| --- | ----------------- | - | - | - | - | --- | --- | - |
| 1   | IF Brommapojkarna | 3 | 3 | 0 | 0 | 4-0 | +4  | 9 |
| 2   | Djurgårdens IF    | 3 | 2 | 0 | 1 | 5-2 | +3  | 6 |
| 3   | Spånga IS         | 3 | 1 | 0 | 2 | 3-2 | +1  | 3 |
| 4   | Forssa BK         | 3 | 0 | 0 | 3 | 0-8 | −8  | 0 |

## Svenska cupen 1996/97
| Omgång   | Datum             | Motståndare | H/B | Resultat | Målskyttar | Arena       | Publik |
| -------- | ----------------- | ----------- | --- | -------- | --- | ----------- | ------ |
| Omgång 2 | 22 augusti 1996   | Delsbo IF   | B   | 14–1     | Gröning (5) 29', 31', 37', 61', 75', Eskelinen (4) 3', 45', 51', 67', Karlsson (2) 11', 22', Langemar 25', Stojcevski 68', Jansson 86' | Delsbo      | 1 425  |
| Omgång 3 | 25 september 1996 | Piteå IF    | B   | 3-4      | Åslund 38', Pehrsson 58', Eskelinen 90'                                                                                                | Kvarnvallen | 2 000  |

## Intertotocupen
Turneringsformatet 1996 var 12 grupper där gruppsegrarna gick vidare till en semifinal. Vinnarna i semifinalerna gick vidare till de tre finalplatserna. Djurgården kom trea i sin grupp efter två vinster och två förluster och blev därmed utslaget.
| Datum        | Motståndare      | H/B | Resultat | Målskyttar                                                                        | Varningar                                          | Domare              | Arena                | Publik |
| ------------ | ---------------- | --- | -------- | --------------------------------------------------------------------------------- | -------------------------------------------------- | ------------------- | -------------------- | ------ |
| 22 juni 1996 | LASK Linz        | B   | 0-2      |                                                                                   |                                                    | Attila Juhos        | Union-Stadion (Wels) | 632    |
| 29 juni 1996 | Apollon Limassol | H   | 8-0      | Eskelinen (3) 2' 72', 90', Dahlström (3) 9', 33, 62', B. Andersson 17', Banda 36' | Alvén 43, B. Andersson 60'                         | Zbigniew Przesmycki | Stockholms Stadion   | 575    |
| 7 juli 1996  | Werder Bremen    | B   | 2-3      | B. Andersson 3', Självmål 9' (Júnior Baiano)                                      | B. Andersson 33', J. Andersson 86', Stojcevski 89' | Ľuboš Micheľ        | Westerstadion        | 19 895 |
| 20 juli 1996 | B68 Toftír       | H   | 5-1      | Dahlström (2) 22', 59', Eskelinen (2) 42', 45', Stojcevski 17'                    | Persson 53', Novakovic 82', Karlsson 89'           | Oleg Timofejev      | Stockholms Stadion   | 365    |

| Pos | Lag              | M | V | O | F | Mål  | +/- | P  |
| --- | ---------------- | - | - | - | - | ---- | --- | -- |
| 1   | LASK Linz        | 4 | 4 | 0 | 0 | 11-1 | +10 | 12 |
| 2   | Werder Bremen    | 4 | 3 | 0 | 1 | 8-5  | +3  | 9  |
| 3   | Djurgårdens IF   | 4 | 2 | 0 | 2 | 15-6 | +9  | 6  |
| 4   | Apollon Limassol | 4 | 1 | 0 | 3 | 4-13 | −9  | 3  |
| 5   | B68 Toftír       | 4 | 0 | 0 | 4 | 2-15 | −13 | 0  |

## Träningsmatcher
| Notering      | Datum              | Motståndare   | H/B | Resultat | Målskyttar                                           | Publik | Arena/Ort        |
| ------------- | ------------------ | ------------- | --- | -------- | ---------------------------------------------------- | ------ | ---------------- |
|               | Onsdag 14 februari | Västerås SK   | H   | 2-3      | Eskelinen, Novakovic                                 | ?      | Stadshagen       |
|               | Måndag 19 februari | GIF Sundsvall | ?   | 3-2      | Eskelinen (2), Stojcevski                            | ?      | ?                |
|               | Lördag 2 mars      | Gefle IF      | H   | 4-0      | Eskelinen (straff), Dahlström, Novakovic, Stojcevski | ?      | Stadshagen       |
|               | Lördag 16 mars     | Brage IK      | H   | 3-0      | Dahlström (3)                                        | ?      | Stadshagen       |
| Träningsläger | Tisdag 19 mars     | Rosenborg BK  | H   | 1-2      | Eskelinen                                            | 1 117  | Sittard          |
| Träningsläger | Lördag 23 mars     | Västerås SK   | B   | 1-1      | ?                                                    | ?      | Sittard          |
|               | Söndag 31 mars     | Vasalunds IF  | H   | 3-2      | Dahlström, Pehrsson, Novakovic                       | ?      | Stadshagen       |
|               | Torsdag 11 april   | IFK Göteborg  | B   | 1-0      | Bergqvist 53'                                        | ?      | Klarebergsvallen |
|               | Söndag 14 april    | Degerfors IF  | B   | 0-1      |                                                      | ?      | Eriksberg        |

## Övergångar

### Spelare in
| Datum            | Nr | Namn              | Från                    | Position              | Kommentar                              | Länk  |
| ---------------- | -- | ----------------- | ----------------------- | --------------------- | -------------------------------------- | ----- |
| 28 november 1995 | 12 | Markus Karlsson   | BKV Norrtälje           | Mittfältare/anfallare |                                        | dn.se |
| 28 november 1995 | 20 | Anders Bengtsson  | Nacka FF                | Mittfältare           |                                        | dn.se |
| 28 november 1995 | 21 | Lucas Nilsson     | Gnesta FF               | Anfallare             |                                        | dn.se |
| 14 december 1995 | 9  | Fredrik Dahlström | Malmö FF                | Anfallare             |                                        | dn.se |
| 16 december 1995 | 2  | Carlos Banda      | Djurgårdens IF Juniorer | Back                  |                                        | dn.se |
| 16 december 1995 | 23 | Tony Löfholm      | Djurgårdens IF Juniorer | Mittfältare           |                                        | dn.se |
| 16 december 1995 | 24 | Andreas Öhman     | Djurgårdens IF Juniorer | Back                  |                                        | dn.se |
| 23 december 1995 | 1  | Magnus Lindblad   | Älvsjö AIK              | Målvakt               | 2-årskontrakt (tom 31 december 1997)   | dn.se |
| 8 februari 1996  | 6  | Jesper Jansson    | AIK FF                  | Mittfältare           |                                        | dn.se |
| 27 februari 1996 | 11 | Bosse Andersson   | SC Braga                | Anfallare             | Åter från lån, blev spelklar 29 april. |       |
| Inför säsongen   | 22 | Mustafa Demirtas  | Djurgårdens IF Juniorer | Anfallare             |                                        |       |
| Inför säsongen   | 13 | Christian Gröning | Djurgårdens IF Juniorer | Anfallare             |                                        |       |
| Inför säsongen   | 25 | Sharbel Touma     | Syrianska FC            | Mittfältare           |                                        |       |

### Spelare ut
| Datum            | Nr | Namn             | Från              | Position    | Kommentar                             | Länk  |
| ---------------- | -- | ---------------- | ----------------- | ----------- | ------------------------------------- | ----- |
| 27 oktober 1995  | 20 | Ferdinand Sipöcz | Nyköpings BIS     | Anfallare   |                                       | dn.se |
| 20 november 1995 | 11 | Bosse Andersson  | SC Braga          | Anfallare   | Lånas ut tom 31 mars 1996.            | dn.se |
| 28 november 1995 | 12 | Kenneth Maron    | Älvsjö AIK        | Back        |                                       | dn.se |
| 28 november 1995 | 6  | Darko Mavrak     | IFK Norrköping    | Mittfältare |                                       | dn.se |
| 17 december 1995 | 9  | Daniel Martinez  | Racing de Ferrol  | Mittfältare |                                       | dn.se |
| 14 februari 1996 | ?  | Stefan Eriksson  | Huddinge IF       | Back        |                                       |       |
| Inför säsongen   | ?  | Stefan Jansson   | Nacka FF          | Mittfältare |                                       |       |
| Inför säsongen   | ?  | Jens Zetterström | Vallentuna BK     | Okänt       |                                       |       |
| Inför säsongen   | 2  | Mikael Nilsson   | Värtans IK        | Back        |                                       | dn.se |
| Inför säsongen   | 1  | Kjell Frisk      | Spårvägens IF     | Målvakt     |                                       | dn.se |
| Oktober 1996     | 17 | Magnus Pehrsson  | Bradford City AFC | Mittfältare | Månadslångt lån efter sista omgången. |       |
| 10 december 1996 | 17 | Magnus Pehrsson  | IFK Göteborg      | Mittfältare | Försäljning.                          | dn.se |

## Föreningen

### Spelartröjor
- Tillverkare: Adidas
- Huvudsponsor: Graphium
- Hemmatröja: Blårandig
- Bortatröja: Röd
- Tredjetröja:
- Spelarnamn: Nej